# Cá sấu Orinoco
Cá sấu Orinoco, danh pháp hai phần là Crocodylus intermedius, là một loài cá sấu lớn trong họ Crocodylidae. Loài này được Graves mô tả khoa học đầu tiên năm 1819.

## Hình ảnh

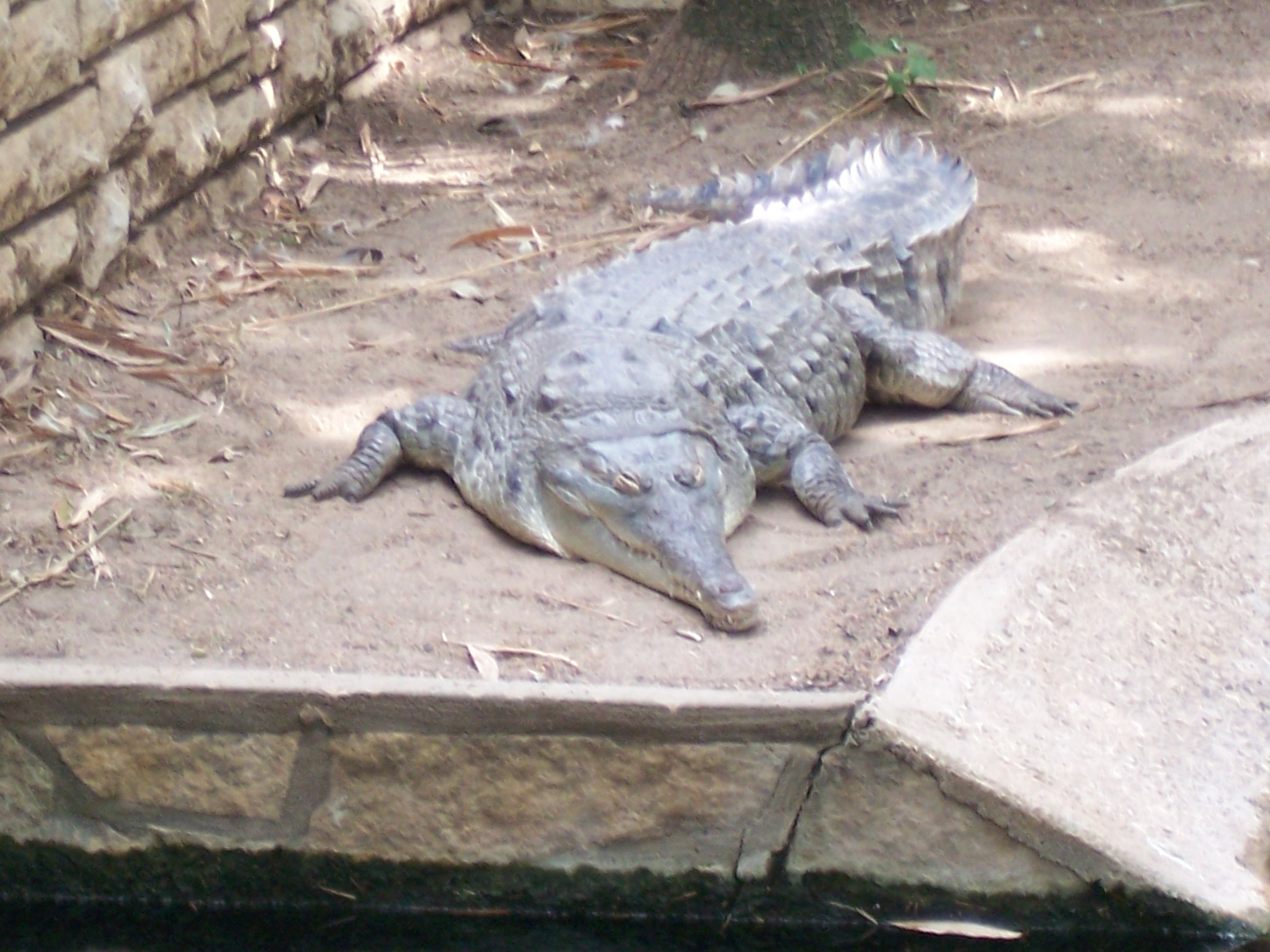
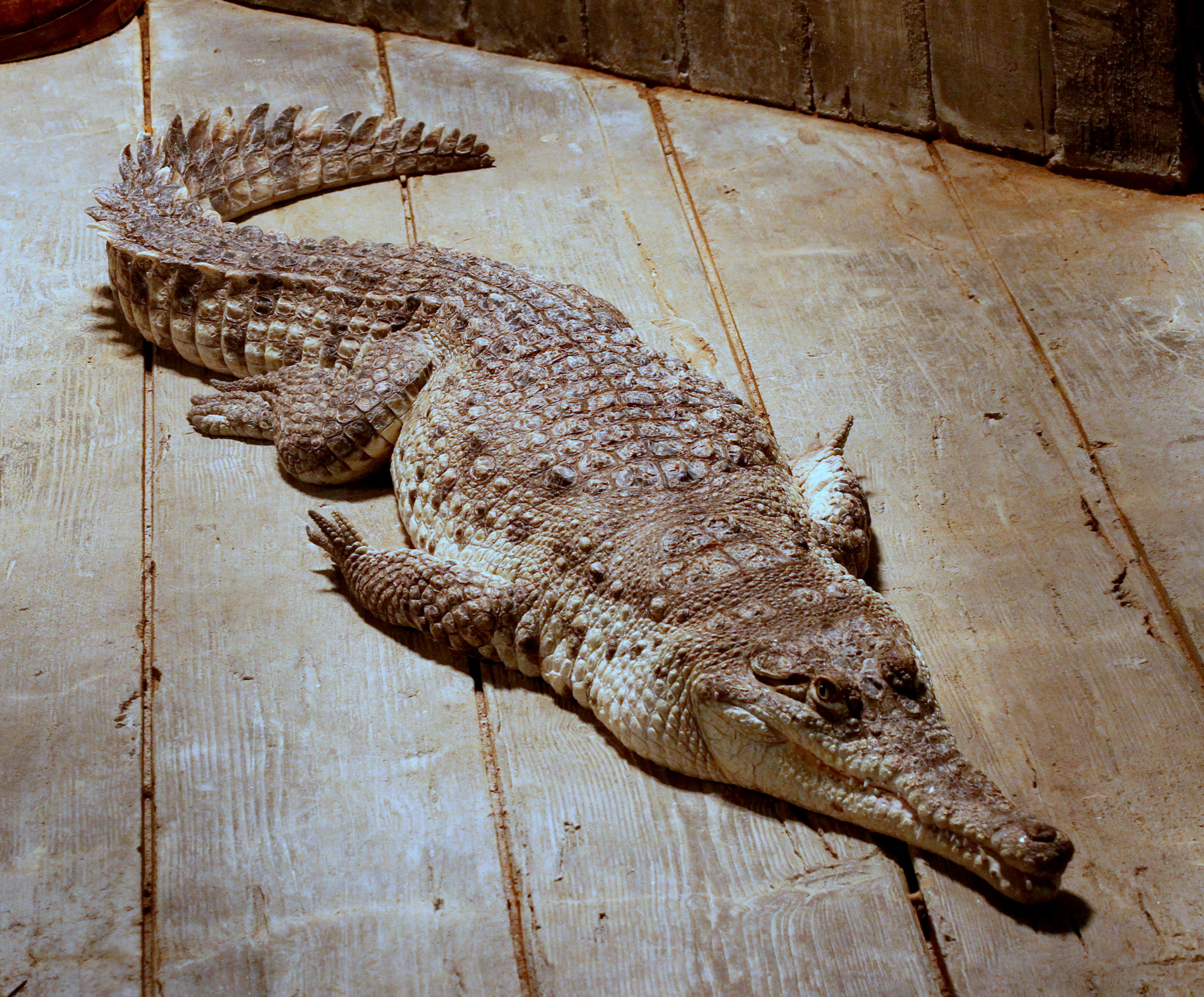